# Prince of Persia: The Forgotten Sands
Prince of Persia: The Forgotten Sands (укр. Принц Персії: Забуті піски) — відеогра жанру пригодницький бойовик 2010 року, розроблених і виданих компанією Ubisoft, над кожною версією якої працювали різні внутрішні команди. Основна версія була розроблена для PlayStation 3, Xbox 360 і Windows; інші версії були розроблені для Nintendo DS, PlayStation Portable, мобільних пристроїв і веббраузерів, а також помітна версія для Wii. Гра є частиною серії Prince of Persia і продовжує події Prince of Persia: The Sands of Time (2003).
Всі версії гри розгортаються між The Sands of Time та Warrior Within (2004). Історії слідують за безіменним принцом у його пригодах на землях стародавньої Персії, який бореться з магічними загрозами за допомогою різних джинів. Ігровий процес у різних версіях варіюється, але всі вони обертаються навколо платформера і вирішення головоломок, на додаток до магічних здібностей, заснованих на маніпуляціях з часом або стихіями.
Розробка The Forgotten Sands почалася паралельно з перезапуском серії у 2008 році, щоб відповідати екранізації «Пісків часу». Після того, як фільм було відкладено, концепція ігор була перероблена так, щоб вони були в одній серії, а не безпосередньо пов'язані між собою. Різні версії розроблялися різними підрозділами Ubisoft по всьому світу, причому версії для Nintendo та PSP мали унікальні історії та геймплей. Головною метою команди розробників було повернення до традиційного коріння серії після періоду експериментів перезапуску. Гра отримала загалом позитивні відгуки на більшості платформ, але найгірші — на PSP та DS, і загалом вважалася гіршою за попередні частини серії.

## Ігровий процес
Prince of Persia: The Forgotten Sands — це назва кількох відеоігор у жанрі пригодницький платформер; у кожній з них гравець бере під свій контроль безіменного принца, який мандрує у середовищі Стародавньої Персії.. Всі версії включають платформер, магічні здібності, часто засновані на певній формі маніпуляцій з часом, і обмежену кількість бойових послідовностей.
В основних версіях для PlayStation 3 (PS3), Xbox 360 (360) і Windows ігровий процес еквівалентний попереднім частинам серії Sands of Time, де Принц переміщується в 3D-середовищі, використовуючи поєднання стандартної акробатики і магічних здібностей. Загрози включають ворогів у сутичках на арені та пастки, які потрібно оминати. Рухи Принца, що виходять за рамки базових рухів, включають лазіння, біг по стіні для подолання розривів, стрибки через стіну, балансування на балках, розгойдування горизонтальних і лазіння по вертикальних стовпах. Дія гри розгортається у великому палацовому комплексі, де в певних точках сюжету доступна магічна безпечна зона.
Після певного моменту гри Принц отримує доступ до різних магічних здібностей, основною з яких є обмежена функція «перемотування», яка скидає час, якщо гравець помиляється або Принц отримує ушкодження. Здібності тематично пов'язані зі стихіями: «Вода» дозволяє заморожувати водні потоки для створення стін і стовпів для навігації, «Земля» відновлює зруйновані елементи навколишнього середовища, а «Вітер» і «Вогонь» використовуються в бою як наступальні заклинання. У бою Принц бореться з групами ворогів, покладаючись на ухиляння та перекочування, щоб уникнути ударів. Вбивство ворогів дає певну кількість очок досвіду, які можна використовувати для покращення наявних здібностей і статистики, наприклад, здоров'я, а також для розблокування нових здібностей. У цій версії є нагороди, які можна розблокувати через UPlay; ці нагороди включають збільшення очок досвіду та додаткові костюми, засновані на персонажах Prince of Persia та Еціо з серії Assassin's Creed. Підтримка UPlay закінчилася для 360 та PS3 у 2017 році, а для Windows — у 2021 році, що призвело до блокування контенту в мережі UPlay.
Інші версії мають свої власні стилі гри та налаштування. Версія для PlayStation Portable (PSP) грається з перспективи 3D бокового скролінгу, де принц переміщується в горизонтальній або вертикальній перспективі залежно від ситуації. Акробатичні елементи перенесені безпосередньо з інших версій, хоча й обмежені перспективою гри. Магічні здібності принца тут обертаються навколо маніпуляцій з плином часу, дозволяючи прискорювати або сповільнювати навколишнє середовище. Часові сили та відмотки, які повертають час назад, якщо Принц помирає, обмежені в кількості і поповнюються разом зі здоров'ям Принца, коли він п'є воду з фонтану. У деяких кімнатах спрацьовують бойові послідовності, які замикають Принца, поки всіх ворогів не буде переможено.
На Nintendo DS (DS), яка знову ж таки є бічним скролером з використанням 3D-графіки, Принц управляється виключно через сенсорний екран за допомогою стилуса DS. Здатність перемотування назад повертається як єдина сила, що активується через іконку пісочного годинника, здатна сповільнити час, щоб Принц міг оминути перешкоди, що швидко рухаються, або сповільнити ворогів. Ця здатність також може відродити гравця. Використання перемотування обмежене зміною «піску», при цьому гравець повертається до останньої контрольної точки, якщо Принц помирає без використання перемотування. Мобільна версія являє собою бічний скроллер, розділений на дев'ять етапів, де Принц має базові бойові здібності проти стандартних ворогів і босів, а також набір часових і стихійних здібностей, взятих з консольної гри, які допомагають у навігації та бою. Версія для веббраузера являє собою сайдскроллер, схожий за дизайном на оригінальну Prince of Persia, але з можливістю перемотування часу та стихійними здібностями на додачу до босів, взятих з основної гри.

## Синопсис
Незважаючи на те, що історії різних версій відрізняються, всі вони зосереджені на пригодах Принца, сина перського царя Шарамана. Хронологічно вони розгортаються між Prince of Persia: The Sands of Time та її продовженням Warrior Within і покликані заповнити семирічну перерву між двома іграми та показати, як змінився світогляд Принца.
У версії для консолі та Windows Принц відправляється своїм батьком Шараманом вчитися лідерству у свого брата Маліка і застає місто в облозі: загарбники шукають Армію Соломона, могутню надприродну силу, ув'язнену разом з палацом. Малік випускає Соломонове військо, сподіваючись знищити ворожу армію, незважаючи на попередження принца, але військо обертається проти всіх. Братам дістається половина печатки, яка стримувала військо. Розлучений з Маліком, принц потрапляє до духовного притулку Разії, королеви марідських джинів: військо очолює Раташ, іфритський джинн, який зневажає союз між людьми і джинами, організований Соломоном і Разією. Дві половини печатки мають возз'єднатися, щоб зупинити Раташа та його армію.
Незважаючи на спроби возз'єднатися з Маліком, їх постійно розлучають обставини, і Малік починає підпадати під вплив армії, вбираючи силу переможених ворогів через свою половину печатки; принц же захищений від розтління пісків силою Разії. Коли вони зустрічаються з Раташем, Малік, здається, вбиває Раташа лише для того, щоб оволодіти ним, що знищує його половину печатки. Незважаючи на бажання принца врятувати Маліка, Разія каже йому, що Маліка можна звільнити, лише вбивши його і Раташа. Разія змушена перевтілитися в магічний меч, який може вбити Раташа, адже для знищення одного джина потрібна сила іншого. Принцу вдається вбити Раташа, смертельно поранивши брата, який помирає у нього на руках. Принц залишає Разію в місті і йде повідомити Шараману про смерть Маліка.
У версії для Wii Принц і джині на ім'я Захра досліджують зруйноване королівство, воюючи з розумною рослиною, яка захопила його. У версії для PSP Принц вирушає на пошуки вогняного духа Ахіхуда, який вбиває королівських принців, щоб запобігти пророцтву про свою смерть. У союзі з Хелем, духом часу, він звільняє її сестер, яких Ахіхуд використовував як джерело енергії. З допомогою духів він виконує пророцтво і вбиває Ахіхуд, прощаючись з духами. У версії DS Принца викрадає культ, лідер якого хоче використати його кров і магію Разії, щоб стати всемогутнім. Принц, що втратив пам'ять, возз'єднується з Разією, щоб повернути свої спогади та її силу. Вони перемагають Майстра після того, як він нападає на дім принца у Вавилоні, але це коштує Разії життя.

## Розробка
The Forgotten Sands почала розроблятися розробником і видавцем серіалів Ubisoft до 2008 року, поки тривало виробництво перезапуск серії. Вона почала своє життя як відеогра, пов'язана з екранізацією «Пісків часу». Після того, як фільм затримався після запланованого на 2008 рік релізу, команда хотіла мати більше часу, щоб зробити кращу гру, але видавництво Ubisoft хотіло випустити гру якомога швидше. З огляду на це, концепція була перероблена як повернення до спадкоємності «Пісків часу», що слугувало одночасно перезавантаженням серії та поверненням до улюбленої частини серії[18]. Такий підхід дозволив їй діяти як аналог перезавантаження 2008 року. Як директор з дизайну рівнів Майкл Макінтайр, так і директор з анімації Ян-Ерік Сьовалл описували проєкт як такий, що орієнтований на старших шанувальників Prince of Persia. The Forgotten Sands також мала на меті повернути гравців, які були «втрачені» серією God of War, при цьому основна увага була приділена сюжету та художньому оформленню.
Гра в основному розроблялася для PS3, 360, Windows, Wii, DS і PSP. Замість єдиної версії для всіх платформ, багато версій було створено з урахуванням сильних і слабких сторін кожної платформи. Подальші версії були розроблені для мобільних пристроїв і веббраузерів. Кожна версія The Forgotten Sands розроблялася різними студіями Ubisoft. Гра була зроблена з інтервалом у сім років між The Sands of Time та Warrior Within, показуючи деякі труднощі, пережиті Принцом, які спричинили зміну його особистості в останній грі. Повторюваною темою розповіді у всіх версіях було перетворення Принца на когось, хто візьме на себе відповідальність як лідер. Через схожі хронологічні рамки, всі версії гри використовували одну і ту ж назву.
На ранній стадії розробки було прийнято рішення поставити «Забуті піски» в рамках тяглості «Пісків часу» з їхньою версією головного героя. Юрій Ловенталь повернувся голосом Принца у всіх версіях з озвученням. Ловенталь знайшов повернення до ролі «хвилюючим і жахливим» як через його любов до ролі, так і через очікування фанатів щодо персонажа. На його образ вплинула історія Принца як перехід від його втілень у The Sands of Time та Warrior Within. Провідним композитором музики був Стів Яблонський, відомий як композитор серії Gears of War. Іншим учасником написання музики була Пінка Коунева. Музика була написана як «оркестрова з перськими елементами». Коунева створила дві години внутрішньоігрової музики, вважаючи її одним зі своїх найкращих проєктів. Саундтреки для Wii, PSP і DS були написані Томом Сальтою. Сальту попросили надіслати музичну демоверсію, оскільки він не працював над серією раніше. Його підхід до музики полягав у тому, щоб уникнути «типової „голлівудської“ оркестрової/етнічної суміші», натомість використавши «еклектичний» стиль, зосереджений на зануренні та атмосфері. Версії для домашньої консолі та Wii отримали цифрові альбоми саундтреків 18 травня.
Вперше натяк на гру з'явився, коли творець серії та власник інтелектуальної власності Джордан Мехнер зареєстрував торгову марку для назви. The Forgotten Sands була анонсована Ubisoft у листопаді 2009 року. Мобільний та веббраузери вийшли 11 травня. Консольна та портативна версії вийшли 18 травня в Північній Америці, 20 травня в Австралії та континентальній Європі і 21 травня у Великій Британії. Було випущено обмежене колекційне видання для PS3 і 360, яке включало диск з додатковими матеріалами та безплатну копію Prince of Persia Classic. Версія для 360 була сумісна з Xbox One 10 червня 2019 року. Версія для Windows була відкладена на наступний місяць, щоб її можна було оптимізувати для роботи на широкому спектрі комп'ютерів. Зрештою, вона вийшла 3 червня в Австралії, 4 червня в Європі, і 8 червня в Північній Америці. Колекційне видання для Windows включало внутрішньоігрові предмети, диск із саундтреком і безплатну копію гри The Sands of Time, яку можна було завантажити безплатно. Передзамовлення будь-якого з видань для Windows також включало безплатне завантаження копії Warrior Within. Версія для Windows також була запущена для сервісу OnLive 17 червня. Ubisoft опублікувала версію для PS3, 360 і PSP в Японії 26 червня.
Версії
Версії для PS3, 360 та Windows були спільно розроблені Ubisoft Montreal та Ubisoft Singapore. Ці три версії мали однакову історію та ігровий процес. Команда розробників налічувала від п'ятдесяти до шістдесяти осіб. При розробці цієї версії команда підійшла до неї так, ніби вони робили оригінальну Sands of Time для сучасного обладнання, вдосконалюючи встановлений ігровий процес та вводячи нові елементи за допомогою здібностей джинів.Через відносно невеликий розмір виробничої команди, для Принца не було створено компаньйона, керованого штучним інтелектом, оскільки це було б занадто багато роботи. Художнє оформлення було описано як «реалізм, натхненний „Арабськими ночами“». Художній дизайн принца базувався на його зовнішності у Warrior Within як «кращої» версії персонажа. За словами провідного програміста Алена Дессуро, команда реалізувала «цікаві» графічні ефекти, які могли функціонувати без уповільнення частоти кадрів. CGI-відкриття було створено компанією Digic Pictures.
Гра використовувала Anvil, власний ігровий рушій, який використовувався як для перезапуску 2008 року, так і для серії Assassin's Creed. Рушій був оптимізований для підтримки натовпу до п'ятдесяти ворогів одночасно в бою, з масштабуванням використання процесора між двома і шістьма ядрами, щоб дозволити запустити його на менш потужних ігрових установках. У версіях для консолі та Windows використовувався Havok для фізичного рушія, що дозволило створити велику кількість об'єктів навколишнього середовища, які можна зламати. Була реалізована вдосконалена фізика ляльок, що дозволило використовувати поштовхи ближнього бою під час бою. Версія для Windows також включала AMD Eyefinity, що дозволяє відображати гру на декількох екранах.
Сценарій написала Сері Янг. Янг посилалася на оригінальну трилогію «Піски часу», коли писала про принца як про перехідного персонажа, не такого зарозумілого, як в оригіналі, і настороженого до магії, але все ще сором'язливого до відповідальності. Історія черпала натхнення з «Тисячі і однієї ночі», «Казок Альгамбри» та елементів перської міфології. Ім'я Разія було відсиланням до Разії Султана, правителя Делійського султанату 13 століття. Ім'я Малік було обрано, оскільки це було поширене ім'я, що означає «король». У порівнянні з перезапуском 2008 року, який критикували за надмірну легкість, команда зосередилася на тому, щоб зробити The Forgotten Sands складною, але не надто складною. Управління також було зроблено менш автоматичним. Бойова система була розроблена на основі філософії високих рухів та акробатичних елементів, з відсутністю захисних елементів. Вона також зосереджувалася на контролі натовпу ворогів під час поєдинків один на один, натхненна зображенням Принца як вправного володаря меча. Наслідуючи попередні різновиди трилогії Sands of Time, типи ворогів були наділені конкретними атаками та слабкостями, які гравці повинні були запам'ятати.
Інші версії The Forgotten Sands мали свій власний геймплей та сюжет. Версії для Wii та PSP розробляла компанія Ubisoft Quebec. Виробництво версії для Wii тривало від двох до трьох років, у команді працювали як ветерани серії, так і новачки. Сюжетну лінію написали Бен МакКоу та Маріанна Кравчик. Поряд із відтворенням усталеного ігрового процесу серії, команда створила безліч варіантів проходження середовищ, використовуючи дизайнерську мантру «створи свій власний шлях». Команда PSP складалася з ветеранів Ubisoft, які працювали над проєктами в різних жанрах. За словами продюсера Джоела Віньоли, гра була розроблена, щоб сподобатися як «хардкорним», так і «казуальним» геймерам, а також була портативною версією встановленого геймплея Prince of Persia, розробленого спеціально для платформи. Через одиночну пригоду принца, мультиплеєр не був включений у цю версію. Основна увага приділялася підтримці високої та стабільної частоти кадрів. Сценарій знову був написаний МакКоу та Кравчик.
Версія для DS була розроблена Ubisoft Casablanca. Виробництво версії для DS тривало приблизно один рік. Ubisoft Casablanca раніше працювала над серією The Two Thrones та численними портативними іграми, включаючи серію Rabbids. До команди увійшли як нові співробітники, так і ті, що повернулися з Prince of Persia: The Fallen King.[59] МакКоу виступив у ролі режисера оповіді. Мобільна версія, яка адаптувала основну консольну версію в мобільний сценарій зі спеціальним ігровим процесом, була розроблена і опублікована Gameloft, яка розробила кілька мобільних версій серії Prince of Persia. Браузерна версія, створена для просування основної консольної версії і знову ж таки натхненна основною консольною версією, була спільно розроблена Ubisoft Montreal та інді-розробником браузерів Explosive Barrel.

## Прийом
| Агрегатор    | Оцінка                                                              |
| ------------ | ------------------------------------------------------------------- |
| GameRankings | (PC) 78.22% (X360) 75.52 % (PS3) 74.82 % (PSP) 61.75 % (DS) 57.33 % |
| Metacritic   | (PC) 75/100 (PS3) 75/100 (X360) 74/100 (PSP) 65/100 (DS) 57/100     |

| Видання                      | Оцінка                      |
| ---------------------------- | --------------------------- |
| Destructoid                  | 8.5/10                      |
| Edge                         | 6/10                        |
| Eurogamer                    | 6/10                        |
| Game Informer                | 8/10                        |
| GamePro                      | [ 55 ]                      |
| GameRevolution               | B−                          |
| GameSpot                     | 7.5/10 (PSP) 6.5/10         |
| GameTrailers                 | 7.8/10                      |
| GameZone                     | 6/10                        |
| Giant Bomb                   | [ 63 ]                      |
| IGN                          | 8/10 (PSP) 6/10 (DS) 4.5/10 |
| Joystiq                      | [ 70 ]                      |
| Nintendo Power               | 8/10                        |
| Official Nintendo Magazine   | 66%                         |
| Official Xbox Magazine (США) | 7.5/10                      |

Після виходу гра отримала загалом позитивні відгуки. GameRankings та Metacritic дали їй оцінку 57,33 % та 57 зі 100 для версії для DS; 74,82 % та 75 зі 100 для версії для PlayStation 3; 61.75 % та 65 зі 100 для версії для PSP; 75,52 % та 74 зі 100 для версії для Xbox 360; 76,53 % та 77 зі 100 для версії для Wii та 78,22 % та 75 зі 100 для версії для ПК.